# Nuoto ai Giochi della XVIII Olimpiade - Staffetta 4x100 metri stile libero maschile
La competizione della staffetta 4x100 metri stile libero maschili di nuoto ai Giochi della XVIII Olimpiade si è svolta nei giorni 13 e 14 ottobre 1964 allo Yoyogi National Gymnasium di Tokyo.

## Programma
| Data            | Round      | Note                           |
| --------------- | ---------- | ------------------------------ |
| 13 ottobre 1964 | 2 Batterie | I migliori 8 tempi alla finale |
| 14 ottobre 1964 | Finale     |                                |

## Risultati

### Batterie
| Pos. | Nazione     | Atleti               | Tempo Indiv | Tempo  | Posizione |
| ---- | ----------- | -------------------- | ----------- | ------ | --------- |
| 1    | Australia   | David Dickson        | 55"7        | 3'40"6 | 2         |
| 1    | Australia   | Peter Doak           | 54"7        | 3'40"6 | 2         |
| 1    | Australia   | John Ryan            | 55"3        | 3'40"6 | 2         |
| 1    | Australia   | Bob Windle           | 54"9        | 3'40"6 | 2         |
| 2    | Francia     | Alain Gottvallès     | 54"8        | 3'42"1 | 6         |
| 2    | Francia     | Gérard Gropaiz       | 55"2        | 3'42"1 | 6         |
| 2    | Francia     | Robert Christophe    | 56"3        | 3'42"1 | 6         |
| 2    | Francia     | Jean Curtillet       | 55"8        | 3'42"1 | 6         |
| 3    | Giappone    | Yukiaki Okabe        | 55"4        | 3'42"3 | 7         |
| 3    | Giappone    | Kunihiro Iwasaki     | 55"3        | 3'42"3 | 7         |
| 3    | Giappone    | Katsuki Ishihara     | 56"3        | 3'42"3 | 7         |
| 3    | Giappone    | Tadaharu Goto        | 55"3        | 3'42"3 | 7         |
| 4    | Ungheria    | Antal Száll          | 56"7        | 3'43"2 | 9         |
| 4    | Ungheria    | Ákos Gulyás          | 56"2        | 3'43"2 | 9         |
| 4    | Ungheria    | László Szlamka       | 55"9        | 3'43"2 | 9         |
| 4    | Ungheria    | Gyula Dobay          | 54"4        | 3'43"2 | 9         |
| 5    | Paesi Bassi | Ron Kroon            | 55"9        | 3'43"8 | 10        |
| 5    | Paesi Bassi | Vinus van Baalen     | 55"4        | 3'43"8 | 10        |
| 5    | Paesi Bassi | Jan Jiskoot          | 56"3        | 3'43"8 | 10        |
| 5    | Paesi Bassi | Johan Bontekoe       | 56"2        | 3'43"8 | 10        |
| 6    | Messico     | Rafael Hernández     | 58"7        | 3'58"9 | 12        |
| 6    | Messico     | Salvador Ruíz        | 59"5        | 3'58"9 | 12        |
| 6    | Messico     | Alfredo Guzmán       | 1'01"8      | 3'58"9 | 12        |
| 6    | Messico     | Guillermo Echevarría | 58"9        | 3'58"9 | 12        |

| Pos. | Nazione          | Atleti             | Tempo Indiv | Tempo  | Posizione |
| ---- | ---------------- | ------------------ | ----------- | ------ | --------- |
| 1    | Stati Uniti      | Steve Clark        | 53"6        | 3'38"8 | 1         |
| 1    | Stati Uniti      | Lary Schulhof      | 55"6        | 3'38"8 | 1         |
| 1    | Stati Uniti      | Michael Austin     | 55"3        | 3'38"8 | 1         |
| 1    | Stati Uniti      | Gary Ilman         | 54"3        | 3'38"8 | 1         |
| 2    | Germania         | Horst Löffler      | 56"0        | 3'41"0 | 3         |
| 2    | Germania         | Frank Wiegand      | 54"2        | 3'41"0 | 3         |
| 2    | Germania         | Uwe Jacobsen       | 55"5        | 3'41"0 | 3         |
| 2    | Germania         | Hans-Joachim Klein | 55"3        | 3'41"0 | 3         |
| 3    | Svezia           | Bengt Nordwall     | 55"9        | 3'41"3 | 4         |
| 3    | Svezia           | Ingvar Eriksson    | 56"0        | 3'41"3 | 4         |
| 3    | Svezia           | Jan Lundin         | 55"1        | 3'41"3 | 4         |
| 3    | Svezia           | Per-Ola Lindberg   | 54"3        | 3'41"3 | 4         |
| 4    | Unione Sovietica | Vladimir Berezin   | 56"5        | 3'41"8 | 5         |
| 4    | Unione Sovietica | Vladimir Shuvalov  | 55"6        | 3'41"8 | 5         |
| 4    | Unione Sovietica | Viktor Semchenkov  | 54"9        | 3'41"8 | 5         |
| 4    | Unione Sovietica | Yury Sumtsov       | 54"8        | 3'41"8 | 5         |
| 5    | Gran Bretagna    | Robert Lord        | 56"4        | 3'42"7 | 8         |
| 5    | Gran Bretagna    | John Martin-Dye    | 56"4        | 3'42"7 | 8         |
| 5    | Gran Bretagna    | Peter Kendrew      | 56"0        | 3'42"7 | 8         |
| 5    | Gran Bretagna    | Robert McGregor    | 53"9        | 3'42"7 | 8         |
| 6    | Canada           | Daniel Sherry      | 56"1        | 3'49"7 | 11        |
| 6    | Canada           | Ralph Hutton       | 57"2        | 3'49"7 | 11        |
| 6    | Canada           | Ron Jacks          | 59"0        | 3'49"7 | 11        |
| 6    | Canada           | Sandy Gilchrist    | 57"4        | 3'49"7 | 11        |
| 7    | Perù             | Luis Paz           | 58"8        | 4'02"6 | 13        |
| 7    | Perù             | Carlos Canepa      | 59"6        | 4'02"6 | 13        |
| 7    | Perù             | Augusto Ferrero    | 1'02"8      | 4'02"6 | 13        |
| 7    | Perù             | Walter Ledgard Jr. | 1'01"4      | 4'02"6 | 13        |

### Finale
| Pos.    | Nazione          | Atleti             | Tempo Indiv | Tempo  |
| ------- | ---------------- | ------------------ | ----------- | ------ |
| Oro     | Stati Uniti      | Steve Clark        | 52"9        | 3'33"2 |
| Oro     | Stati Uniti      | Michael Austin     | 53"9        | 3'33"2 |
| Oro     | Stati Uniti      | Gary Ilman         | 53"4        | 3'33"2 |
| Oro     | Stati Uniti      | Don Schollander    | 53"0        | 3'33"2 |
| Argento | Germania         | Horst Löffler      | 55"8        | 3'37"2 |
| Argento | Germania         | Frank Wiegand      | 54"2        | 3'37"2 |
| Argento | Germania         | Uwe Jacobsen       | 54"8        | 3'37"2 |
| Argento | Germania         | Hans-Joachim Klein | 52"4        | 3'37"2 |
| Bronzo  | Australia        | David Dickson      | 54"6        | 3'39"1 |
| Bronzo  | Australia        | Peter Doak         | 55"0        | 3'39"1 |
| Bronzo  | Australia        | John Ryan          | 55"3        | 3'39"1 |
| Bronzo  | Australia        | Bob Windle         | 54"2        | 3'39"1 |
| 4       | Giappone         | Kunihiro Iwasaki   | 55"8        | 3'40"5 |
| 4       | Giappone         | Tadaharu Goto      | 55"2        | 3'40"5 |
| 4       | Giappone         | Tatsuo Fujimoto    | 54"9        | 3'40"5 |
| 4       | Giappone         | Yukiaki Okabe      | 54"6        | 3'40"5 |
| 5       | Svezia           | Bengt Nordwall     | 56"6        | 3'40"7 |
| 5       | Svezia           | Ingvar Eriksson    | 54"9        | 3'40"7 |
| 5       | Svezia           | Jan Lundin         | 54"6        | 3'40"7 |
| 5       | Svezia           | Per-Ola Lindberg   | 54"6        | 3'40"7 |
| 6       | Unione Sovietica | Viktor Mazanov     | 56"3        | 3'42"1 |
| 6       | Unione Sovietica | Vladimir Shuvalov  | 55"4        | 3'42"1 |
| 6       | Unione Sovietica | Viktor Semchenkov  | 55"0        | 3'42"1 |
| 6       | Unione Sovietica | Yury Sumtsov       | 55"4        | 3'42"1 |
| 7       | Gran Bretagna    | Robert Lord        | 56"2        | 3'42"6 |
| 7       | Gran Bretagna    | John Martin-Dye    | 56"5        | 3'42"6 |
| 7       | Gran Bretagna    | Peter Kendrew      | 55"8        | 3'42"6 |
| 7       | Gran Bretagna    | Robert McGregor    | 54"1        | 3'42"6 |
| -       | Francia          | Alain Gottvallès   | 54"0        | Squal. |
| -       | Francia          | Gérard Gropaiz     | 55"1        | Squal. |
| -       | Francia          | Pierre Canavèse    | 55"3        | Squal. |
| -       | Francia          | Jean Curtillet     | 54"9        | Squal. |